# Ekeblad

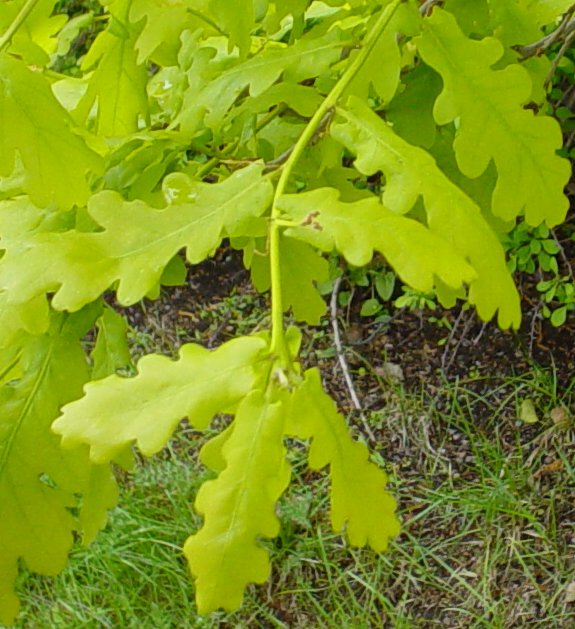
De olika släkterna Ekeblad och Ekelöf har sina namn efter ekens blad

Med efternamnet Ekeblad avses flera släkter, varav några frälseätter som i något fall också introducerats på Sveriges Riddarhus som adelsätt.

## Bakgrund
Under medeltiden och 1500-talet fördes av skilda svenska frälsesläkter eller personer såsom vapen ett eller flera eklöv, ekeblad, på olika sätt ställda i skölden. För några av dessa ha i litteraturen med tanke på vapenbilden nyttjats konventionella släktnamn som Ekeblad, Ekelöf eller Eklöf, ibland skrivna som rent heraldisk beteckning (ekeblad, ekblad, tre ekblad, eklöv). Vapnet fördes även av frälsemän med fixerat men icke heraldiskt släktnamn samt av en släkt, som omväxlande med Ekelöf eller Eklöf, från 1700-talet ibland, men utan tillräcklig motivering, kallats Röd.
Fast särskilt två ätter blev fixerade vid det heraldiska namnet, nämligen de introducerade ätterna Ekeblad (Stolasläkten, se nedan) och Ekelöf från Nyland, så var namnskicket in på 1630-talet ännu vacklande. Med »Ekelöf» menas då ofta just den senare ätten Ekeblad, medan »Ekeblad» nyttjas av och om den siste (död 1611) av den släkt, som senare gått under namnen »Ekelöf», »Eklöf» eller »Röd». Därtill kommer, att den genealogiska och historiska litteraturen, i ett par fall intill senaste tid, både blandat ihop dessa olika ätter eller personer, som fört eklöv, på ett förvirrande sätt och även misstagit sig rörande vilka, som verkligen förde eklövet eller ej, samt i fråga om själva vapenbildens utgestaltning och namnskickets växling.
Nedan lämnas därför en kort översikt av de olika släkterna. De var alla från början lågfrälse, medan två av dem på 1500-talet fick anknytning till högfrälset, och den ena senare definitivt blev högaristokratisk (Stolaätten). Utöver dessa förekom under medeltiden även andra familjegrupper eller enstaka frälsemän med ekblad/eklövsvapen.

## Hedåkerssläkten Ekeblad (tre ekblad)
Hedåkerssläkten Ekeblad, som i vapnet förde tre eklöv,
Dess tre eklöv fördes antingen två och ett eller stolpvis ställda, bjälkvis ordnade, utgående från gemensamt fäste och med ett eklöv mellan hjälmens två horn. Vapnets tinkturer växla och är osäkra.
Hedåkerssläkten är aldrig kritiskt genealogiskt utredd. Ätten bar i äldre generationer ej fixerat släktnamn men i sista generation namnet Ekeblad. I litteraturen har den vanligen gått under de heraldiska namnen Ekelöf, Eklöf eller eklöv samt också som »Röd». Sistnämnda namn har uppkommit därigenom, att den fantasirike och föga självständige 1700-talsgenealogen J. O. Åkerstein anger, att ätten härstammar från en frälseman »Anders kallad Röd» 1450, hittills ej belagd i urkunderna, liksom ej heller hans av Åkerstein angivna söner Erik och Nils. Troligen föreligger förväxling med häradsdomhavanden i Österrekarne, väpnaren Nils (Nisse) Rödh (namnes 1425–37), som även ägde jord i Västmanland. Denne tycks ha fört blad (ovisst om eklöv) i skölden men kan icke knytas till någon av ekebladssläkterna.
Hedåkerssläkten stamfader, frälsemannen Anders Eriksson (1509, 1515) – enligt släktböcker från 1500-talets mitt son till en Erik Andersson – ägde sätesgården Skälleryd (Skelderid, Skelleryd, nu Sällerhög) i Asklanda socken (Älvsborg). Han förde de tre eklöven, var gift med Anna, dotter till häradshövdingen Gudmund Torbjörnsson (bagghuvud) i Forstena, och hade fyra söner.
Den märkligaste av dessa är den bekante politikern Kristoffer Andersson (död 1548), vars gren gick upp i högfrälset. Han skrevs 1537 till Hedåker (Hyringa socken Skaraborg), 1541 till Skälleryd och 1543 till Ervalla, en gård som han fick genom sitt gifte med Brita Jönsdotter (Roos av Ervalla), änka efter Måns Bryntesson (Lilliehöök). Kristoffer Andersson, som blev magister i Wittenberg 1529, sekreterare i Gustav Vasas kansli 1532, riksråd senast 1535 och riddare (mellan 25 nov. 1536 och 29 augusti 1537), var en flera gånger använd diplomat men bröt med konungen, gick i landsflykt och dog i Lübeck.
Han hade en son, Måns Kristoffersson, som dog ung, och dottern Ingeborg (död 1558), som äktade riksrådet och riddaren, sedermera greve Gustav Johansson (Tre Rosor). Bröder till Kristoffer var frälsemannen Anders Andersson till Velanda i Gärdhems sn (Älvsb.), som namnes 1561–68, och Erik Andersson, som var gift med Ebba Jöransdotter (Forstenasläkten, omgift med Knut Axelsson Posse) och död före 1552.
Eriks son Anders Eriksson d. y. ägde Velanda 1576 och förde eklöven i sigill 1590. Denne Anders' syster Kerstin Eriksdotter var senast 1590 gift med Erik Åkesson Soop, som 1607 skrevs till Velanda. Hon torde vid sin död 1619 ha slutit Erik Anderssons gren.
En fjärde bror till Kristoffer, Anders och Erik var frälsemannen Gudmund Andersson till Livered i Hålanda sn (Älvsb.), som namnes 1561–76. Med faderns sigill (jfr ovan) beseglar 1590 även hans son Anders Gudmundsson (död 1598), som skrev sig till farbrodern Kristoffers forna gods Hedåker 1586. Denne Anders var stallmästare hos hertig Karl och tidvis fogde över Vadsbo och Valla härader (Skaraborg), kallas 1592 ståthållare i Valla och förlänades 1588 av hertigen med Torp i Skrake socken (Skaraborg). Han äktade Elin Andersdotter, en dotter till regementsrådet Anders Hansson av Sundborn-Stola-ätten, som småningom tog namnet Ekeblad.
Den förste, som bar detta släktnamn, var emellertid Anders Gudmundssons och Elins son hovjunkaren Anders Andersson Ekeblad (Ekeblaadh, död 1611) till Torp. Utan tvivel slöt denne ätten på manssidan, medan hela släkten utgick på kvinnosidan 1628 med system Ebba Andersdotter, gift med ståthållaren Peder Jöransson Ulfsparre af Broxvik.

## Stola Ekeblad
Ekeblad (även kallad Stola Ekeblad för att skilja den från sex andra frälseätter som också använt namnet Ekeblad eller kallats så), svensk frälsesläkt från Dalarna, utgrenad ur ätten Simla, vars med säkerhet äldsta kända stamfader är häradsdomhavanden i Dala hundare Henrik Simla (nämnd 1406–1437) som i vapnet förde en femuddig stjärna. 
Henrik Simlas son Jeppe Henriksson (Simla) var gift med Gudlög Hansdotter, dotter till Hans Jönsson (Svinhufvudsläkten) (omtalad 1434–1439).
Henrik Simlas sonson, Hans Jakobsson (Simla) (nämnd tidigast 1485), gifte sig med Brita Andersdotter vars ätt förde ett eklöv i sin vapensköld och vars son, Anders Hansson (d 1543), upptog moderns vapensköld. Han införlivade som en av Gustav Vasas förtroendemän genom rika giften bl.a. godset Stola som blev ättens stamgods där generationer av ättens medlemmar med iver kom att bedriva samlarverksamhet inom de religiösa, litterära, historiska och genealogiska områdena, senare känt som Stolaarkivet.
Vid introduktionen på riddarhuset 1625 (under nr 35) kallades ätten först Ekelöf innan namnet 1634 ändrades till Ekeblad då en finsk adlig ätt detta år introducerats med samma namn. Av ovan nämnda Anders Hanssons sonsöner bör nämnas bröderna Christopher (1592–1664) och Jöran Ekeblad (1596–1631). Den förstnämnde deltog med utmärkelse i trettioåriga kriget men är mest känd som författare av visor och dikter influerad av tidens fromhetsliv med en tydlig religiös prägling. Brodern Jöran blev även han militär och deltog med utmärkelse i kriget i Preussen och sedan i Gustav II Adolfs tyska krig, blev slutligen överste för sedermera Skaraborgs regemente 1630, men sjuknade och dog i Schwerin blott 35 år gammal. Med Christophers sonson, den tappre krigaren, slutligen generalmajoren och landshövdingen Claes Ekeblad den äldre (1669–1737) upphöjdes han så som den adliga ättens sista medlem i friherrligt stånd 1711 och i grevligt stånd 1719.

## Grevliga ätten Ekeblad
Ättens mest kända medlem var den sistnämndes son, statsmannen, kanslipresidenten, riksrådet med mera, greve Claes Ekeblad den yngre. Hans son, generalmajoren greve Claes Julius Ekeblad (1742–1808), stod på god fot med Gustav III och räknades till den intima kretsen kring konungen. Han var även en flitig dagboksförfattare som gav ut 7 band från åren 1760–1766 som utgjort stoff till Oscar Levertins skiss "En gustaviansk ädlings levnadshistoria" (i "Från Gustaf III:s dagar", 1896) och ligga delvis till grund för Nils Erdmanns arbete "Ur rococons lif" (1901).
Med en kusinson till sistnämnda, ryttmästaren C. A. Ekeblad, utslocknade ätten Ekeblad på svärdssidan 1827.

## Kända medlemmar
- Christoffer Ekeblad (1592–1664)
- Johan Ekeblad (1629–1696) gift med Christina Hägerstierna (1646–1693) och sedan med Sara Swebilia
- Claes Ekeblad d.ä. (1669–1737) gift med grevinnan Hedvig Mörner af Morlanda (1672–1753)
- Claes Ekeblad d.y. (1708–1771) gift med grevinnan Eva De la Gardie (1724–1786)
- Claes Christoffer Ekeblad (1709–1769)
- Claes Julius Ekeblad (1742–1808) gift med Brita Margareta Horn (1745–91)

## Ödebyätten Ekeblad av Ödeby
Sannolikt med ursprung från gården Ön i nuvarande Ödeby socken, Glanshammars härad i Närke, har hänförts en frälseätt, vilken idag kallas Ödebyätten eller Ekeblad av Ödeby, vilken har utforskats av bland andra Nils Gabriel Djurklou i Historisk Tidskrift 1890. Jan Raneke har  tillsammans med en släkttavla på sidan 454, del 2 i Svenska Medeltidsvapen.
Den förste i ätten som i vapnet förde ett eklöv var underlagmannen i Västmanland 1424 och häradshövdingen i Snevringe härad i Västmanland år 1432 väpnaren, underlagmannen och häradshövdingen Jöns Karlsson, vars sigill med vapnet är känt från fyra brev 1424–1431 och som 1445 skrev sig till Ön i Ödeby socken i Närke.
Eklövet förde även hans två söner, väpnaren Karl Jönsson (nämns 1455–1485) till Berg i Ödeby och Palne Jönsson (nämns 1470–1491) till Tuna i samma socken, den senare ingift i Yxtaätten, en känd lågfrälsesläkt från Yxta(holm) i Lilla Mällösa sn (Södermanland) och svärfar till Gustav Vasas tre fogdar Bengt Eriksson Skrivare, Nils Henriksson och Sven Frijs.
I pergamentsbrev från den 11 februari 1513 tilldömdes Karl Jönssons son, borgaren i Stockholm Anders Karlsson, fädernegården Berg, som han dock några dagar senare sålde. Den sistnämnde blev rådman och kämnär i huvudstaden och var skottherre 1516. Anders deltog i stadens underhandlingar med Sten Sture d. y. och Kristian II i augusti 1518 på Gråmunkeholmen och i september samma år vid Kaknäs, medbeseglade 8 september 1520 stadens hyllningsbrev till kungen och avrättades i Stockholms blodbad den 8 november 1520. Uppgift om en hans son har ej kunnat verifieras. Oriktig är notisen (hos Emil Hildebrand), att denne rådman skulle varit far till riksrådet Kristoffer Andersson, vilken tillhörde Släkten Tasto.